# Renegade Five
Renegade Five — шведская рок-группа из Карлстада, была сформирована в 2005 году.
Ещё до выхода первого альбома они были неоднократно номинированы на премии Swedish metal awards и Bandit Rock awards.
Их дебютный альбом Undergrounded Universe вышел в феврале 2009 года. Они были номинированы на премию «Грэммис» за лучший дебют года.

## Состав
- Пер Лиден — гитара (2006 — н.в.)
- Хокан Фредрикссон — клавишные (2006 — н.в.)
- Маркус Новак — ударные (2010 — н.в.)
- Джимми Лундин — бас-гитара (2010 — н.в.)
- Андерс Фернетт — вокал (2012 — н.в.)

## Бывшие участники
- Пер Найлин — вокал (2006—2009)
- Питер Дамин — ударные (2006—2009)
- Гарри Кьёвик — бас-гитара (2006—2009)
- Даниель Юханссон — вокал (2010—2012)

## Дискография

### Альбомы
* Undergrounded Universe (2009)
1. Memories
2. Running In Your Veins
3. Darkest Age
4. Save My Soul
5. Shadows
6. Stand For Your Rights
7. Love Will Remain
8. Loosing Your Senses
9. When You’re Gone
10. Seven Days
11. Too Far Away
12. Set My Heart On Fire

* Nxt Gen (2012)
1. The Next Generation
2. Erase Me
3. Alive
4. This Pain Will Do Me Good
5. Life Is Already Fading
6. Save Me
7. Bring It on
8. Win This Race
9. Before Midnight
10. Turn the Wheel
11. Goodbye
12. Lost Without Your Love
13. Running in Your Veins (Acoustic)

### Синглы
- Surrender (2012)
- Bring Me Back to Life (2015)
- Sorry (2018)
- Everything About You (2018)